# Adventure Bay
Adventure Bay es una bahía situada en la isla de Bruny, en el sureste de Tasmania. Descubierta en el 1773 por Tobias Furneaux, le dio el nombre de su nave, la HMS Adventure. James Cook exploró la región en el 1777, así como William Bligh en el 1788 y en el 1792.
- Datos: Q2184923